# Plymouth Cranbrook
Plymouth Cranbrook – samochód osobowy klasy pełnowymiarowej produkowany przez amerykański koncern Chryslera pod marką Plymouth w latach 1950–1953, w ramach dwóch generacji.
Samochód jest klasyfikowany według współczesnych norm europejskich w segmencie E. Stanowił zwieńczenie gamy samochodów Plymouth w tym okresie. Dostępny był jako 2-drzwiowe coupé, 2-drzwiowy kabriolet oraz 4-drzwiowy sedan, a w ostatnim roku także jako kombi. Do napędu używano benzynowego silnika R6 o pojemności 3,6 litra, a napęd przenoszony był na oś tylną.

## Pierwsza generacja

### Model 1951
Nowa linia samochodów Plymouth na 1951 rok została zaprezentowana w grudniu 1950 roku, po raz pierwszy otrzymując nazwy własne zamiast określeń opisowych – wszystkie na literę C (Concord, Cambridge i Cranbrook). Cranbrook stał się modelem sztandarowym marki, obejmując lepiej wykończone lub ekskluzywne odmiany nadwoziowe (kod fabryczny P23C) i zastępując serię Special DeLuxe (P20). Plymouth był przy tym popularną marką koncernu Chryslera, produkującą najtańsze pełnowymiarowe samochody, konkurujące bezpośrednio z Fordem i Chevroletem. Wersje nadwoziowe początkowo obejmowały czterodrzwiowy sedan, dwudrzwiowe  coupé (Club Coupe) i dwudrzwiowy kabriolet (Convertible Club Coupe), a  31 marca 1951 roku dodano także dwudrzwiowy model o nazwie Cranbrook Belvedere w nowym modnym stylu hardtop coupé. Wszystkie odmiany były sześciomiejscowe, a rozstaw osi wynosił 3 metry (118,5 cala) – taki sam, jak w modelu Cambridge.
Konstrukcja samochodu nie była całkiem nowa, lecz stanowiła przestylizowany, od początku mało nowoczesny wizualnie model z 1949 roku. Zmiany nie były duże i głównie dotyczyły przedniej części, w której obniżono i spłaszczono z przodu wystającą maskę, ze złagodzonymi przejściami z błotnikami, unowocześniając wygląd. W minimalnym stopniu powiększono dzieloną szybę przednią. Zastosowano nową niższą i szerszą atrapę chłodnicy, którą tworzyły trzy poziome belki ze stali nierdzewnej. Górna, wygięta, stanowiła obramowanie atrapy od góry i z boków, a po bokach były na niej umieszczone  prostokątne światła postojowe. Dwie niższe belki były połączone trzema pionowymi żebrami, a przedłużenie zewnętrznych żeber stanowiły kły masywnego zderzaka. Nad atrapą na nosie maski była metalowa ozdobna listwa z wgłębionym napisem PLYMOUTH, powyżej emblemat w formie tarczy z żaglowcem „Mayflower” (związanym z miastem Plymouth), a na górze maski ozdoba w formie stylizowanego żaglowca rozcinającego fale. Boczne ozdoby, wspólne dla całej gamy Plymoutha, stanowiły listwy na błotnikach przednich (z nazwą modelu ponad nimi) i na błotnikach tylnych. Całe nadwozie było niższe o około 3 cm. Nowo zaprojektowana i całkowicie zmieniona była deska przyrządów.
Silnik pozostał z poprzedniego modelu: 6-cylindrowy rzędowy, dolnozaworowy, benzynowy, o pojemności 217,8 cali sześciennych (3,6 l), osiągający moc 97 KM, połączony z trzybiegową manualną skrzynią biegów. Był to zarazem jedyny silnik wszystkich modeli Plymoutha. Silnik napędzał tylne koła przez most napędowy. Opony miały rozmiar 6,70×15. Zestaw dodatkowego wyposażenia nie był obszerny i obejmował przede wszystkim radio. Model Cranbrook, oprócz lepszego wykończenia wnętrza i częściowo innych odmian nadwoziowych, od tańszych modeli odróżniały obramowania szyb ze stali nierdzewnej zamiast gumowych i elektryczny zegar w standardzie. Kabriolet miał mechanicznie składany dach.
Produkcję modelu Cranbrook rozpoczęto 11 grudnia 1950 roku. Wyprodukowano 348 993 samochody 1951 rocznika, w tym większość sedanów. Cranbrook stanowił zarazem ponad połowę – 57,2% sprzedaży marki, która ogółem miała trzecie miejsce na rynku amerykańskim z ponad 10% udziału. Ceny bazowe wynosiły od 1796 dolarów za coupe i 1826 dolarów za sedan do 2114 za hardtop Belvedere i 2222 za kabriolet. Były to najdroższe modele Plymoutha w tym roku, obok odmian kombi modelu Concord, przy czym kabriolet był najdroższym modelem marki.
Samochody Plymouth Cranbrook były również produkowane ze zmienionymi detalami pod marką Dodge jako Dodge Regent (na rynek kanadyjski) i Dodge Kingsway Special Deluxe (na inne rynki eksportowe) oraz na eksport pod marką DeSoto jako DeSoto Diplomat Special Deluxe. Zmiany ograniczały się przede wszystkim do zmiany atrapy chłodnicy, ozdób i wykończenia wnętrza na typowe dla tych marek.

### Model 1952
Na 1952 rok Plymouth planował wprowadzenie całkiem nowego samochodu, lecz uniemożliwiły to ograniczenia materiałowe związane z wojną koreańską i w konsekwencji nadal produkowano ten sam nieznacznie zmieniony model. Zmiany stylistyczne były minimalne, obejmując głównie zmienione ozdoby na masce i bagażniku. Emblemat na masce z wizerunkiem żaglowca był teraz okrągły, zmieniła się też forma ozdoby na bardziej przypominającą żaglowiec, bez fal. Drobną zmianą z boku były nazwy modeli na błotniku zapisane metalowymi literami pisanymi, a nie bezszeryfowymi kapitalikami. Jako opcja pojawiły się barwione szyby Solex. W zakresie mechanicznym pojawił się opcjonalny nadbieg do skrzyni biegów, zwiększający ekonomikę jazdy na trasie (za 102 dolary).
Wyprodukowano 237 554 sztuki samochodów tego rocznika, w tym ponad połowa sedanów. Ich udział w sprzedaży marki pozostał podobny (57,8%). Łącznie przez pierwsze dwa lata powstało 388 735 sedanów, 126 725 Club Coupe, 51 266 hardtopów Belvedere i 15 650 kabrioletów. Ceny bazowe wzrosły w niewielkim stopniu, wynosząc od 1870 dolarów za coupe do 2313 za kabriolet.

## Druga generacja

### Model 1953

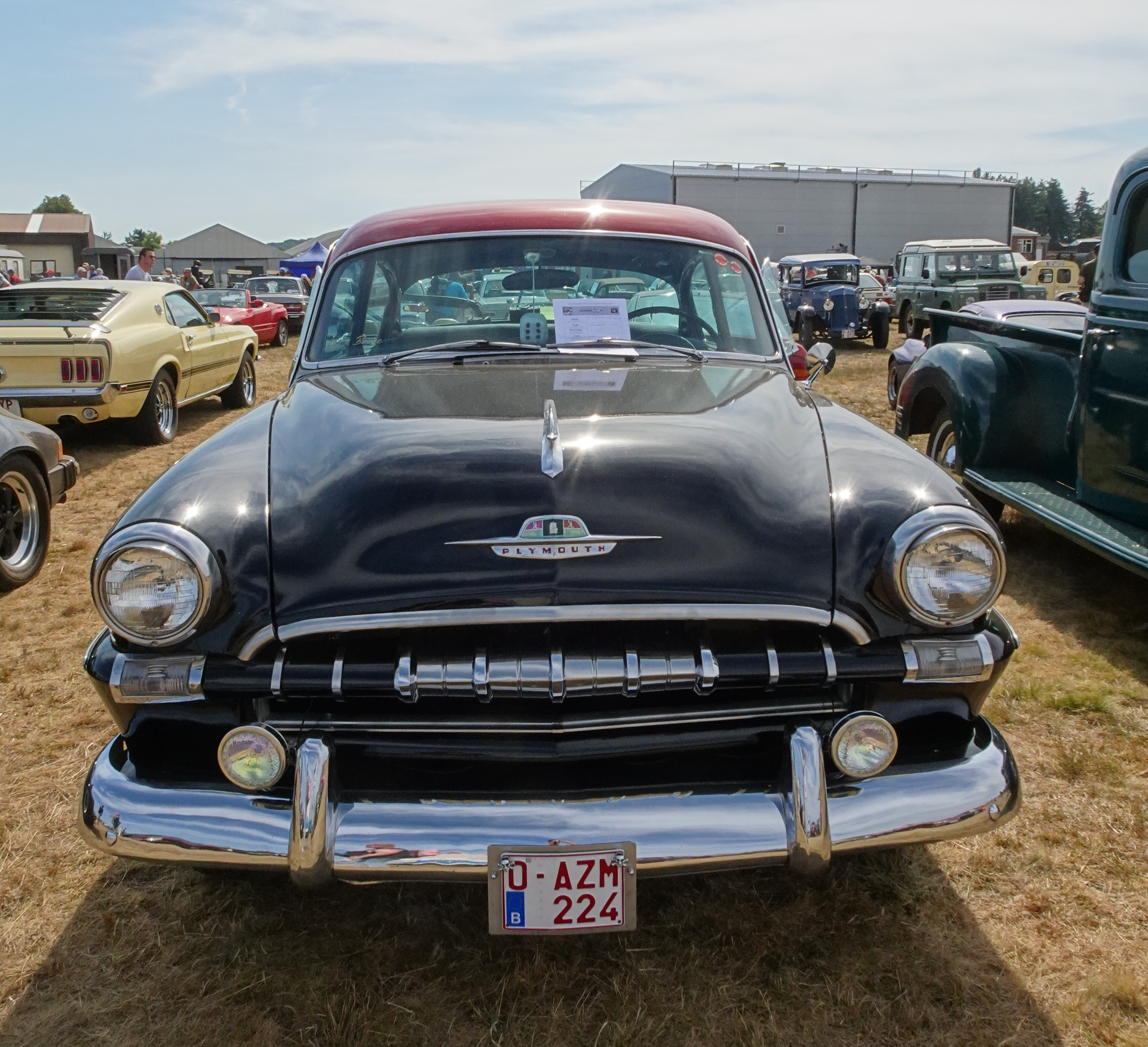
1953 Plymouth Cranbrook – przód

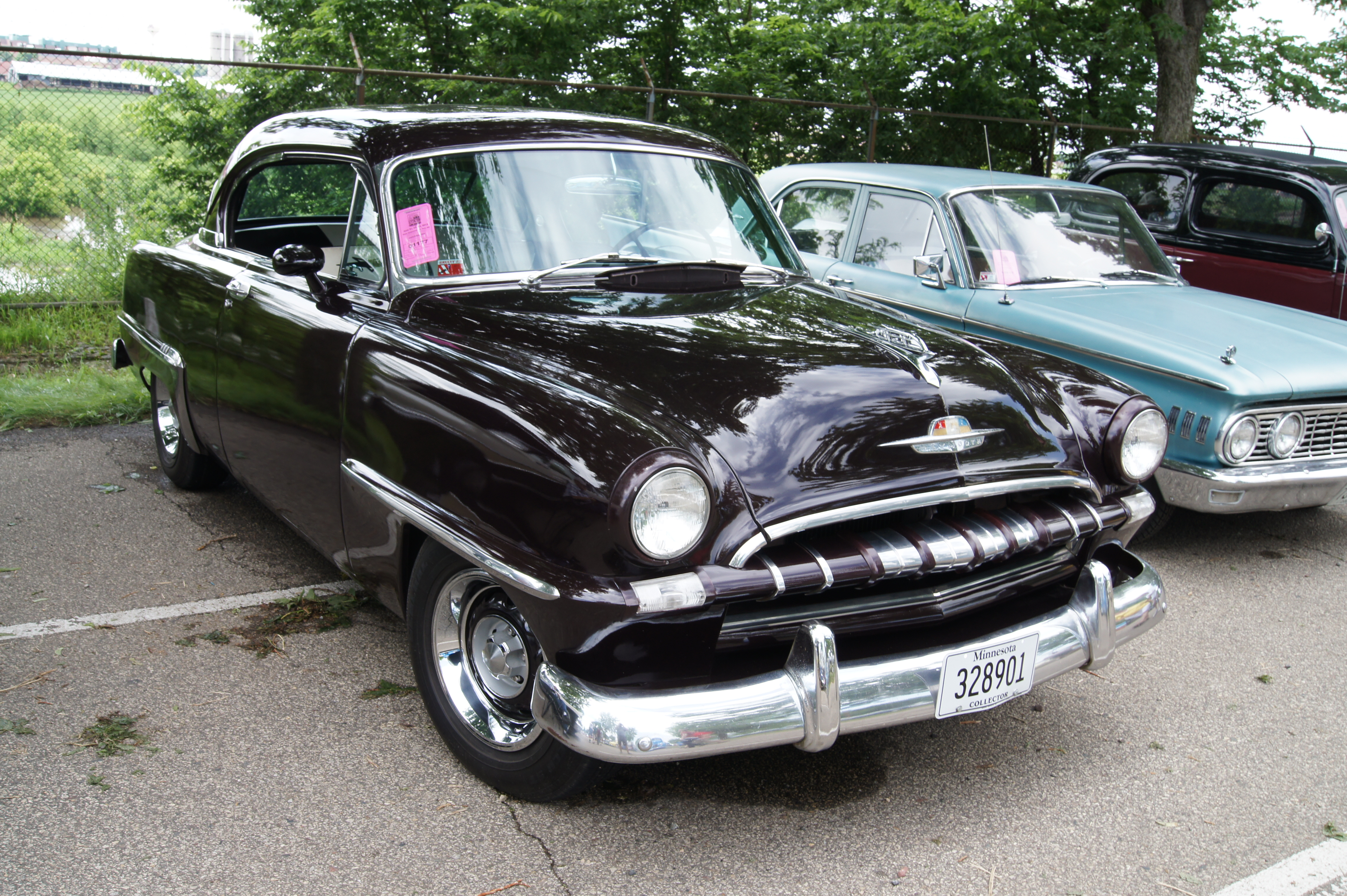
1953 Plymouth Cranbrook Belvedere hardtop

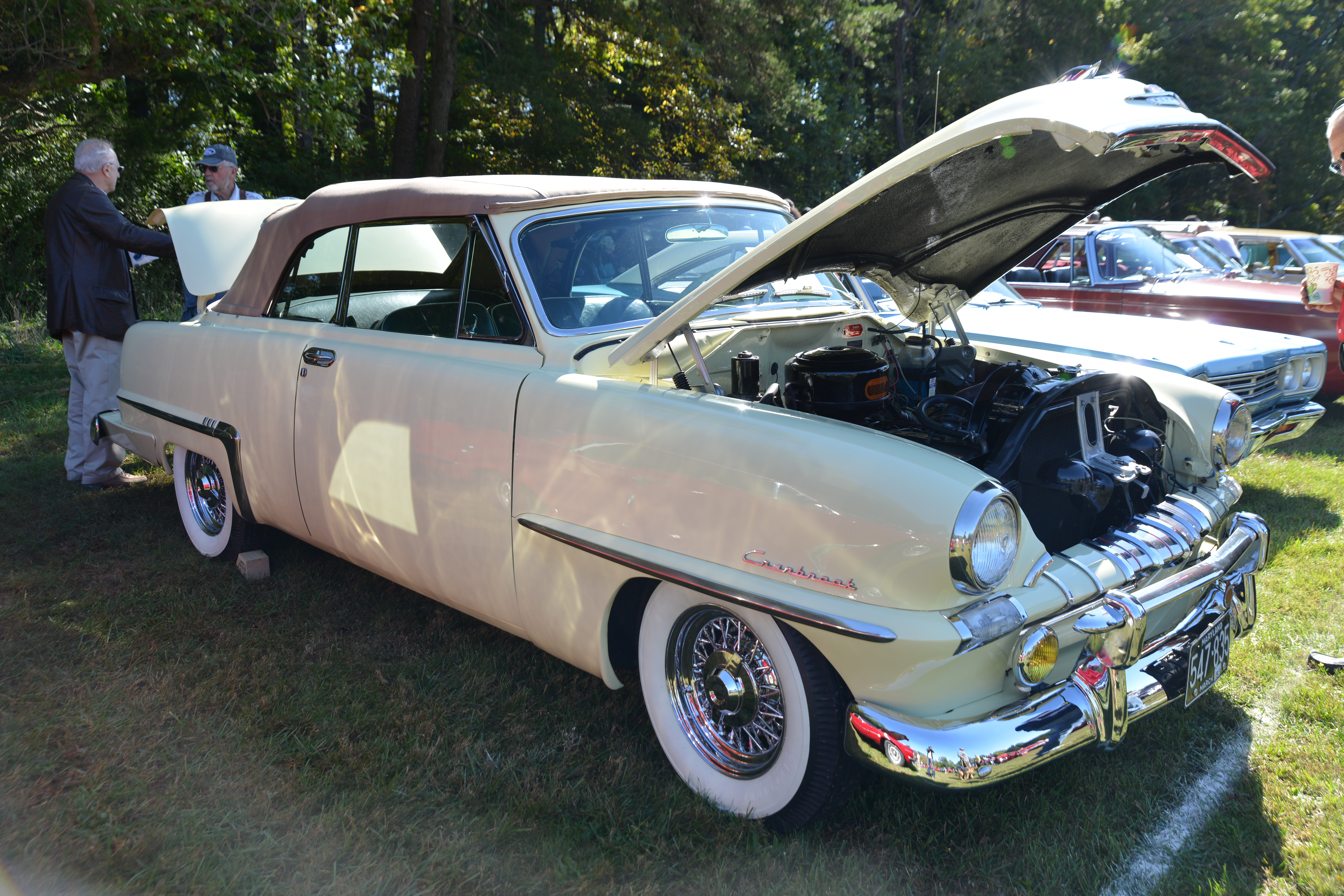
1953 Plymouth Cranbrook kabriolet

Na 1953 rok, w którym przypadało 25-lecie istnienia marki Plymouth, firma przygotowała całkiem nowe modele samochodów, zaprezentowane 20 listopada 1952 roku. Rozstaw osi skrócono do 2,9 m (114 cali), lecz ilość miejsca wewnątrz wzrosła. Unowocześniono stylistykę – całe nadwozie stało się niższe i wprowadzono pojedynczą giętą szybę przednią zamiast dzielonej oraz giętą szybę tylną. Zasadniczą różnicą była rezygnacja z wystających na boki błotników tylnych, w stylu nadwozia pontonowego, dzięki czemu ściany boczne miały jednolity przebieg. Maska i błotniki przednie zostały poprowadzone nieco niżej oraz zmieniono całkiem atrapę przednią. Głównym elementem atrapy stała się poprzeczna belka lakierowana w kolorze nadwozia, z dziewięcioma chromowanymi paskami na niej, przy tym pomiędzy pięcioma środkowymi paskami belka była pokryta blachą nierdzewną. Na przedłużeniu belki umieszczone były takie same w formie prostokątne światła postojowe / kierunkowskazy, a dalej przechodziła ona w charakterystyczne wybrzuszenia ciągnące się na bokach nadwozia ponad przednimi kołami. Podobna belka ciągnąca się na boki nadwozia znajdowała się z tyłu. W modelu Cranbrook boczne wybrzuszenia były podkreślone listwami ze stali nierdzewnej.
W gamie Plymoutha zrezygnowano z najtańszego modelu Concord, wobec czego do gamy nadwozi modelu Cranbrook z poprzednich lat (czterodrzwiowy sedan, coupé, kabriolet i hardtop Belvedere) doszło lepiej wykończone trzydrzwiowe kombi (Station Wagon) Cranbrook Savoy. Zwiększono minimalnie stopień sprężania silnika (do 7,1:1), na skutek czego jego moc wzrosła do 100 KM. W dalszym ciągu jako opcja dostępny był nadbieg, a nadto od kwietnia 1953 pojawiła się półautomatyczna skrzynia biegów Hy-Drive za 146 dolarów. Rozmiar opon pozostał taki sam – 6,70×15. Cała gama nosiła kod fabryczny P24, a model Cranbrook: P24-2.
Nowe modele Plymoutha odniosły początkowo sukces rynkowy i sprzedaż marki w 1953 roku wzrosła o ponad połowę, do rekordowych 649 tysięcy, z tego 68,9% stanowił Cranbrook. Wyprodukowano 447 653 samochody tego modelu, w tym aż 301 216 sedanów i 12 089 kombi. Ceny bazowe nieco spadły i wynosiły od 1843 dolarów za coupe i 1873 za sedan do 2207 za kombi Savoy i 2220 za kabriolet, który był najmniej popularnym wariantem (6301 sztuk).
Na konstrukcji samochodów Plymoutha z 1953 roku oparto tegoroczne modele marki Dodge na rynek amerykański, przy tym Dodge Coronet w odmianach kabriolet, hardtop (Diplomat) i kombi (Sierra), oraz Dodge Meadowbrook kombi (Suburban), miały taki sam rozstaw osi i nadwozia, a pozostałe modele Dodge'a były wydłużone. Samochody Dodge miały całkowicie zmieniony pas przedni i błotniki (bez wybrzuszeń). Plymouth Cranbrook serii P24 również stanowił podstawę dla powstania modeli Dodge Regent na rynek kanadyjski oraz produkowanych w USA i Kanadzie eksportowych Dodge Kingsway Custom i DeSoto Diplomat Custom. DeSoto odróżniał się jedynie atrapą chłodnicy i ozdobami, a Dodge całym pasem przednim z błotnikami. Ponadto, w maju 1953 roku kanadyjski oddział Chryslera zastąpił produkowanego tam Plymoutha Cranbrook przez lepiej wykończony model o nazwie Belvedere w wersji sedana i hardtopu (P24-3), z opcjonalnym silnikiem pojemności 228,1 cali sześciennych, odmienny od późniejszego modelu amerykańskiego.
Na kolejny 1954 rok modelowy Plymouth zrezygnował w USA z nazwy Cranbrook, wprowadzając na jego miejsce od października 1953 roku Plymouth Belvedere, a ponadto tworząc Plymouth Savoy jako osobny pośredni cenowo model – przy tym oba początkowo dzieliły tę samą zasadniczą konstrukcję z 1953 roku.

## Produkcja w Australii

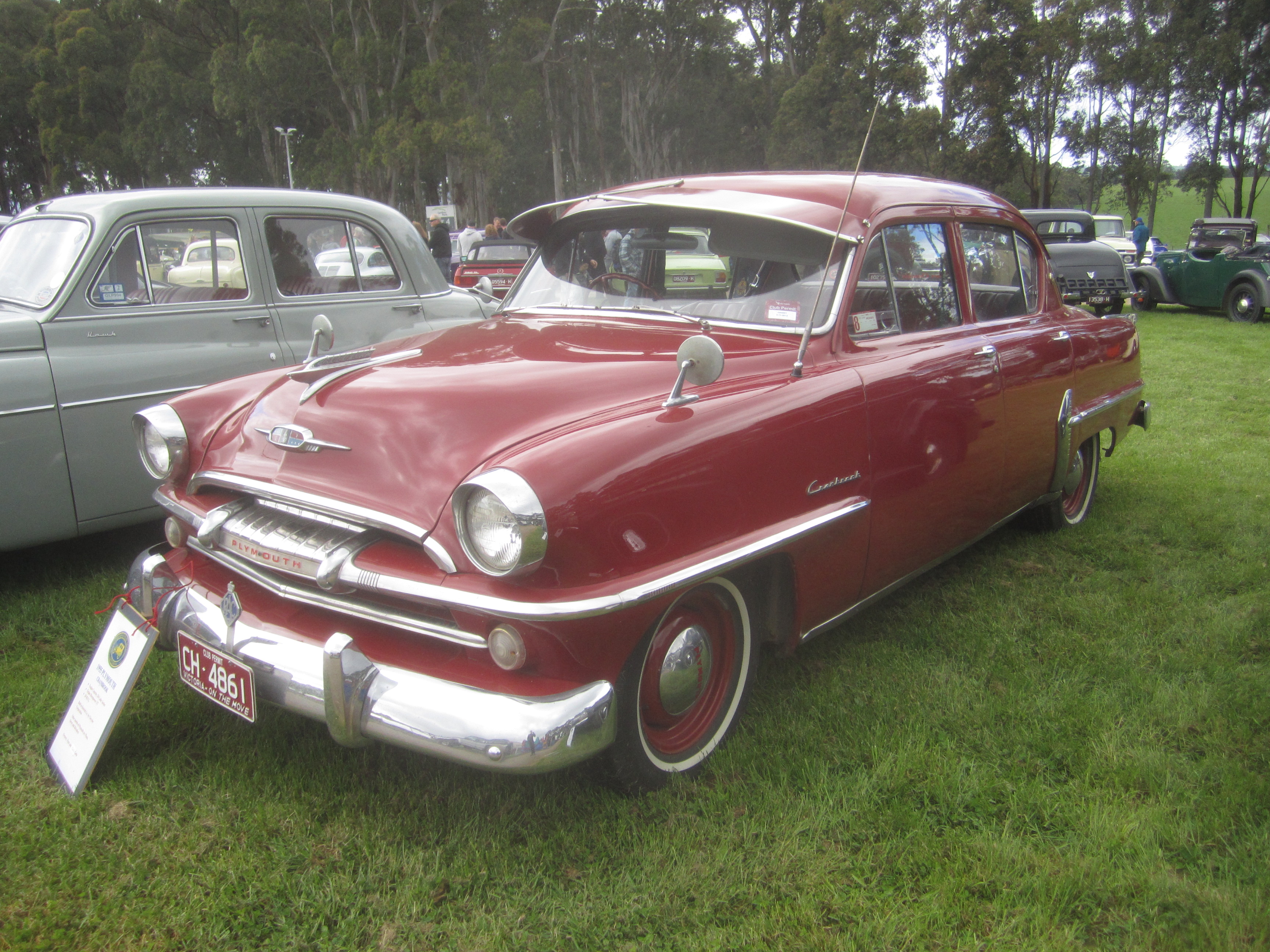
Australijski Plymouth Cranbrook z 1954 roku

Samochody Plymouth serii P23 były produkowane również w Australii pod nazwą modelu Cranbrook przez Chrysler Australia. Pomiędzy 1951 a 1953 rokiem wyprodukowano 4382 sztuki. Od 1953 roku montowane były także samochody serii P24, pod oryginalnymi nazwami Cambridge i Cranbrook.
Nazwy modeli Cambridge i Cranbrook były nadal używane w Australii łącznie z nazwami Savoy i Belvedere dla montowanych tam samochodów kolejnej serii P25 z 1954 roku. Na miejscu produkowano część blach nadwozi. Od 1956 roku oferowano tam także lokalny wariant sportowego pick-upa (coupe utility) jako Cranbrook, Savoy i Belvedere. Pick-up Cranbrook, o kodzie fabrycznym P25A-2, odróżniał się manualną skrzynią biegów, a najwyższy znany numer produkcyjny to 505. Produkcja serii P25 w Australii trwała do 1957 roku.

## Dane techniczne (1951)
Napęd:
- Silnik: gaźnikowy, R6, dolnozaworowy, chłodzony cieczą, umieszczony podłużnie z przodu, napędzający koła tylne[7]
- Pojemność skokowa: 3,57 l (217,8 cali sześciennych)[6]
- Średnica cylindra × skok tłoka: 3¼" × 4⅜" (ok. 83 × 111 mm)[7]
- Moc maksymalna: 97 KM przy 3600 obr./min[7]
- Stopień sprężania: 7:1[7]
- Skrzynia przekładniowa mechaniczna 3-biegowa z biegiem wstecznym, II i III bieg zsynchronizowane[7]
- Sprzęgło: jednotarczowe, suche[7]
- Przekładnia główna: hipoidalna, o przełożeniu 3,9:1[7]
- Instalacja elektryczna: 6 V[7]
- Zapłon: elektryczny, kluczykowy[7]

Układ jezdny:
- Podwozie: spawana rama nośna konstrukcji skrzynkowej[7]
- Zawieszenie przednie: niezależne, resorowane sprężynami[7]
- Zawieszenie tylne: sztywna oś na podłużnych resorach półeliptycznych, teleskopowe amortyzatory hydrauliczne[7]
- Hamulce przednie i tylne bębnowe hydrauliczne[7]
- Ogumienie: diagonalne o wymiarach 6,70×15[6]

Dane eksploatacyjne:
- Prędkość maksymalna: 135 km/h (84 mph) (1952)[17]
- Przyspieszenie 0–96 km/h (60 mph): 21,2 s (1952)[17]

## Dane techniczne (1953)
Dane eksploatacyjne:
- Prędkość maksymalna: 145 km/h (90 mph)[17]
- Przyspieszenie 0–96 km/h (60 mph): 18,9 s (1953)[17]